# 杨继宗府第
杨继宗府第，位于山西省晋城市阳城县河北镇匠礼村。

## 保护
2021年8月4日，杨继宗府第公布为第六批山西省文物保护单位，古建筑类，编号6-214。